# جی‌ال‌ایکس
شرکت ارتباط همراهِ گویا اَروَند طراح و تولیدکننده تلفن همراه هوشمند و تبلت با برند جی‌ال‌ایکس (GLX) و جنرال لوکس (General Luxe)، به‌عنوان اولین شرکت تولیدکننده‌ی تلفن همراه ایرانی از سال ۱۳۸۶ کار خود را به‌صورت رسمی در شهر خرمشهر و در منطقه آزاد تجاری-صنعتی اروند با تولید گوشی ساده و گوشی کلاسیک آغاز نمود.

## تاریخچه
این شرکت از زمان تأسیس خود تنها به تولید گوشی‌های کلاسیک و ساده می‌پرداخت که با تولید گوشی جی ال ایکس جی۱ در سال ۱۳۹۰ به عنوان اولین تلفن هوشمند مجهز به سیستم عامل اندروید، خود را وارد عرصهٔ تولید گوشی هوشمند نمود و در سال ۱۳۹۱ با تولید اولین تبلت با عنوان «جت» اولین تبلت اندرویدی خود را تولید کرد. همچنین اولین تبلت مجهز به ویندوز ۱۰ خود را با عنوان W10 به بازار عرضه کرد. این شرکت هم‌اکنون در تولید گوشی ساده و هوشمند، تبلت و لوازم جانبی تلفن همراه فعالیت دارد. این شرکت با تولید محصولاتی نظیر جی ال ایکس ماد ، جی ال ایکس آریا ، جی ال ایکس شاهین ، جی ال ایکس شاهین ۲ و جی ال ایکس شاهین ۳ توانست تا حدودی جای پای خود را در بازار ایران ثابت کند.

## سری گوشی شاهین جی ال ایکس
سری شاهین جی ال ایکس در اصل اصلی ترین سری گوشی موبایل این شرکت است که در وبسایت این شرکت نیز به آنها اشاره شده است. در حال حاضر آخرین سری این گوشی که در بازار یافت می‌شود سری گوشی جی ال ایکس شاهین 4 است که با مشخصاتی همچون صفحه نمایش IPS با کیفیت فول اچ دی، 256 گیگابایت حافظه داخلی و 8 گیگابایت رم، سیستم عامل اندروید 14 و همچنین باتری 5000 میلی آمپری به بازار عرضه می‌گردد.